# Pontiac Parisienne
De Pontiac Parisienne was een achterwielaangedreven automodel van automerk Pontiac dat zich in het hogere segment van de markt situeerde. De Pontiac Parisienne werd tot 1986 gebouwd, waarna hij werd opgevolgd door de voorwielaangedreven Pontiac Bonneville.
De Amerikaanse Parisienne was uitsluitend als vierdeurs model te verkrijgen, in twee versies: de Brougham sedan en de Safari stationwagen. Het model kende veel succes tot de productie in 1986 werd gestaakt. De stationwagen bleef tot 1989 in productie onder de naam Pontiac Safari.

## Canada
De modelnaam Parisienne werd voor het eerst gebruikt door Pontiac in Canada. Daar werd de auto van 1958 tot 1986 verkocht. In de Verenigde Staten werden in die tijd de Pontiac Catalina en de Pontiac Bonneville verkocht.

## Verenigde Staten
In 1982 werd de Bonneville verkleind om op het GM G-platform te passen. Begin 1983, werd de Parisienne ingevoerd uit Canada voor klanten die een grote auto zochten. Hij werd in de VS verkocht onder de naam Chevrolet Impala.
Recente modellen:
2000 Sunbird · 
6000 · 
Aztek · 
Bonneville · 
Catalina · 
Fiero · 
Firebird · 
Firefly · 
G3 · 
G4 · 
G5 · 
G6 · 
Grand Am · 
Grand Prix · 
GTO · 
J2000 · 
Laurentian · 
LeMans · 
Matiz · 
Matiz G2 ·
Montana · 
Montana SV6 · 
Parisienne · 
Persuit · 
Phoenix · 
Safari · 
Solstice ·
Sunbird · 
Sunburst · 
Sunfire · 
Sunrunner · 
T1000 · 
Tempest · 
Torrent · 
Trans Am · 
Trans Sport · 
Ventura ·
Vibe · 
Wave
Historische modellen na de Tweede Wereldoorlog:
Acadian · 
Astre · 
Chieftain · 
Custom S · 
Executive · 
Grand Safari · 
Grand Ville · 
Grande Parisienne · 
Pathfinder · 
Silver Streak · 
Star Chief · 
Star Chief Executive · 
Strato Chief · 
Steamliner · 
Super Chief · 
Torpedo
Historische modellen voor de Tweede Wereldoorlog:
Series 6-27 · 
Series 6-28 · 
Series 6-29 Big Six · 
Series 6-30B · 
Series 401
Conceptauto's:
Bonneville Special · 
Club de Mer